# Picage

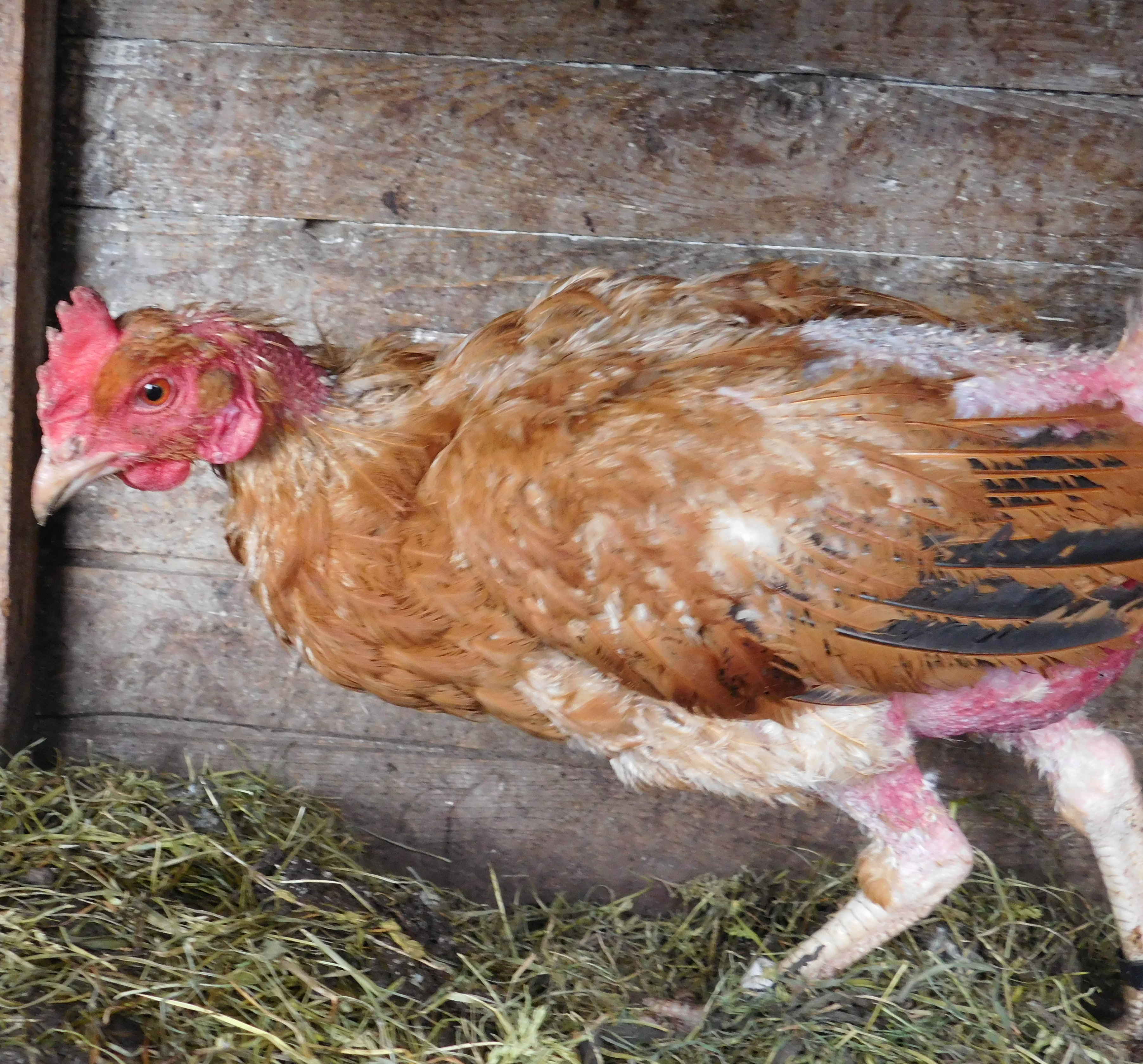
Poule victime de picage.

Le picage est un comportement de l'oiseau, qui consiste à se donner des coups de bec et s'arracher les plumes ou à becquer ses congénères et leur arracher les plumes.

## Description
Le picage peut être pratiqué par l'oiseau sur lui-même qui se becque et s'arrache les plumes, on parle alors d'« auto-picage » ; lorsqu'il s'attaque à ses congénères, il s'agit d'« allopicage ». Contrairement au becquetage agressif, ou picage hiérarchique, d'un animal dominé par un individu dominant, qui se limite à la tête, mais peut dégénérer en cas de blessures, le picage concerne tout le corps et peut mener au cannibalisme chez les poules.
C'est un comportement naturel, fréquent chez les oiseaux en captivité ; il s'observe chez les poules, mais aussi, entre autres, chez les canards de Barbarie, les canaris et les faisans. Chez les perroquets, il peut devenir chronique ou obsessionnel et constituer un réel trouble psychique.
Le picage ne doit pas être confondu avec l'arrachage de plumes lors de la mue.

## Causes
Différentes causes peuvent être à l'origine du picage chez les poules, :
- des traces de sang dues à des blessures ;
- l'ennui et le désœuvrement ;
- un déséquilibre alimentaire (manque de protéines et/ou de calcium) ;
- un manque d'espace induisant une trop grande promiscuité ;
- l'arrivée d'un ou plusieurs nouveaux individus ;
- une température trop élevée ;
- la présence de parasites.

Chez les perroquets, l'ennui et le stress jouent un rôle particulièrement important dans le déclenchement du picage, aggravé par de mauvaises conditions d'hygiène et d'alimentation.